# Valeriu Bularca

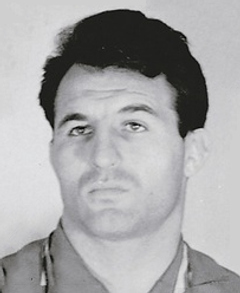
Valeriu Bularca

Valeriu Bularca (* 14. Februar 1931 in Întorsura Buzăului; † 7. Februar 2017 in Brașov) war ein rumänischer Ringer.

## Werdegang
Valeriu Bularca wuchs in Măieruș in der Nähe von Brașov auf. Als Jugendlicher begann er eine Lehre zum Schlosser in einem Stahlwerk und begann dort im Sportklub des Werkes auch mit dem Ringen. Später wechselte er zu Steagul Roșu Brașov und entwickelte sich unter Trainer Horvath zu einem rumänischen und europäischen Spitzenringer im griech.-römischen Stil. Im weiteren Verlauf seiner Karriere stand er für die Sportorganisationen "Energia" bzw. "Progresul" auf der Matte. 1958 löste er bei den rumänischen Meisterschaften den bis dahin in seiner Gewichtsklasse führenden Marin Belușica ab. Von diesem Zeitpunkt an war er auch von seinem Arbeitgeber zum Zwecke des Trainings, wie damals im Ostblock üblich, freigestellt. Bevor er 1958 erstmals bei den Weltmeisterschaften starten durfte, hatte er sich in den Jahren 1956 und 1957 in internationalen Vergleichskämpfen mit gegen Sekal, Tschechoslowakei, Immanen, Finnland, Stevan Horvat, Jugoslawien, Kamel Hussein, Ägypten, Heribert Hofmann, BRD, Roland Carlsson und Bertil Nyström, Schweden, bewährt. Seine größten Erfolge waren der Weltmeistertitel 1961 und die Silbermedaille bei den Olympischen Spielen 1964. Er wurde auch mehrfacher Balkanmeister. Nach Beendigung seiner Laufbahn als aktiver Ringer wurde er Trainer.

## Internationale Erfolge
(OS = Olympische Spiele, WM = Weltmeisterschaft, Gr = griech.-röm. Stil, Le = Leichtgewicht, We = Weltergewicht, damals bis 70 kg bzw. 73 kg Körpergewicht)
- 1958, 3. Platz, Intern. Turnier in Split, GR We, mit Siegen über Gyula Tarr, Ungarn, Günther Maritschnigg, BRD, Unentschieden gegen Mithat Bayrak, Türkei, Kiril Petkow, Bulgarien und einer Niederlage gegen Jaan Roots, UdSSR;
- 1958, 3. Platz, WM in Budapest, GR, We, mit Siegen über Olavi Niemi, Finnland, Werner Hoppe, Saarland, Bjarne Ansbøl, Dänemark, Jan Kuczynski, Polen, einem Unentschieden gegen Kâzım Ayvaz, Türkei und einer Niederlage gegen Grigori Gamarnik, UdSSR;
- 1960, 15. Platz, OS in Rom, GR, We, mit Sieg über Karl Oonsen, Belgien, einem Unentschieden gegen Petkow und einer Niederlage gegen Ansbøl;
- 1961, 1. Platz, WM in Yokohama, GR, We, mit Siegen über Ziya Dogan, Türkei, Mohammad Arabi, Iran, Alfred Tischendorf, DDR, Mahmoud Ibrahim, Ägypten, Stevan Horvat, Jugoslawien, und ein Unentschieden gegen Jaan Roots;
- 1962, 14. Platz, WM in Toledo/USA, GR, Le, mit Unentschieden gegen Kyösti Lehtonen, Finnland, Stevan Horvat und einer Niederlage gegen Guro Gusew, Bulgarien;
- 1964, Silbermedaille, OS in Tokio, Gr, Le, mit Siegen über James Burke, USA, Kim Ik-Jong, Südkorea, Rune Johnsson, Schweden, Dawit Gwanzeladse, UdSSR und Unentschieden gegen Eero Tapio, Finnland, Tokuaki Fujita, Japan und Kâzım Ayvaz;
- 1965, 7. Platz, WM in Tampere, GR, Le, mit Sieg gegen Josef Brötzner, Österreich, einem Unentschieden gegen Muneji Munemura, Japan und einer Niederlage gegen Zozsef Deli, Ungarn

## Rumänischer Meister
Valeriu Bularca war zwischen 1957 und 1964 sechsmal rumänischer Meister im griechisch-römischen Stil im Weltergewicht.